# Invandring till Danmark
| Antal utrikes födda invånare i Danmark 2000-2017 | |
| --- | --- |
| \| \| Diagrammet är avstängt. Grafer inaktiverades den 18 april 2023 på grund av programvaruproblem. Nya diagram kan skapas sedan december 2024. \| Källa: OECD Statistics International Migration Database | |
| Information | Diagrammet är avstängt. Grafer inaktiverades den 18 april 2023 på grund av programvaruproblem. Nya diagram kan skapas sedan december 2024. |

Fram till 1960-talet var Danmark ett i stort sett homogent samhället utan stora etniska skillnader. Industrins behov av arbetskraft under 1960-talet och flyktingtillströmningarna de följande decennierna ändrade landet till ett multietniskt samhälle.
Vid början av år 2019 var 14% av Danmarks befolkning invandrare eller andra generationens invandrare. Första generationens invandrare utgjorde 10% av befolkningen och av dem var 58% från icke-västliga länder. De senaste 30 åren har andelen icke-västliga invandrare fyrfaldigats.

## Efterkrigstiden
Efter andra världskrigets slut befann sig 238 000 civila tyskar i Danmark och de utgjorde runt 7–8 procent av landets befolkning. De hade flytt ifrån Röda Armén som ryckte fram västerut efter Nazitysklands nederlag vid fronten. Det föll på Danmark att förse dem med ett uppehälle och de placerades i kaserner och skolor och efter krigets slut pressade danska politiker på för att kunna skicka de som flytt tillbaka igen och 1949 reste de sista som flytt ifrån Tyskland ut ifrån Danmark.
Ett mindre antal flyktingar kom till Danmark i mitten av 1950-talet ifrån Ungern efter att 1956 års uppror mot det kommunistiska styret blivit krossat av Sovjetunionen. Danmark tog emot 1 000 ungrare och med familjeåterförening räknade de cirka 1 400.
Före år 1960 kom det fåtal utrikes födda i Danmark nästan uteslutande från nordiska länder, Tyskland och Storbritannien.

## Arbetskraftsinvandring
Under efterkrigstiden löste Danmark bristen på arbetskraft inom industrin med att överskottsarbetskraft från jordbruksnäringen frigjordes då jordbruksarbete allt mer mekaniserades. I ett senare skede etablerades fler kvinnor på arbetsmarknaden. 1967 kom de första gästarbetarna ifrån Turkiet, Pakistan och Jugoslavien efter en inbjudan från danska arbetsgivare.
Under tidigt 1970-tal kom flyktingar ifrån diktaturerna i Spanien, Portugal, Grekland samt länder i Latinamerika och Afrika. Efter att arbetslösheten i Danmark hade börjat stiga under 1970-talet enades arbetsmarknadens parter och regeringen om att stoppa vidare arbetskraftsinvandring. Flyktingar fortsatte att komma till Danmark från exempelvis Chile där det rådde diktatur och krigsflyktingar ifrån Vietnam.

## 1980-talet
År 1977 tog Folketinget beslut om att reformera invandringsreglerna och 1983 antogs en ny lag, Udlændingeloven av 1983 varvid asylsökare fick ett utökat skydd mot att deporteras tillbaka till sitt ursprungsland samt fick rätten att begära familjeåterförening i Danmark. Lagen skulle komma att förändras i restriktiv riktning under följande årtionden.
Efter att Danmark skrivit på olika internationella konventioner kom ett ökande antal flyktingar till landet. Framförallt kom flyktingar ifrån Mellanöstern på grund av Iran-Irakkriget 1980–1988 och konflikten mellan Israel och Palestina.
År 1988 utbröt ett inbördeskrig i Somalia varvid en miljon flydde landet varav några sökte sig till Darnmark och ytterligare tillkom via familjeåterförening.

## 1990-talet
Efter krigen 1990–1991 kom kurder från Irak, men den största andelen flyktingar kom ifrån Jugoslavien. År 1992 antogs Folketinget en lag som gav jugoslaver tillfällig asyl i sex månader med möjlighet till förlängning. Den lagen följdes av en ny förordning där jugoslaver skulle kunna få uppehållstillstånd i Danmark.
Parallellt med flyktingtillströmningen uppstod en offentlig debatt och kommuner som Hvidovre vägrade att ta emot fler flyktingar. Bildandet av ghetton i Ishøj, Gellerup, Vollsmose och Nørrebro blev föremål för kritik. För att möta kritiken tog regeringen år 1998 beslut om en integrationslag med introduktionsbidrag där invandrare fick lägre bidrag än danska medborgare. År 2000 annullerades lagen.
Under 1995–1999 skedde en fördubbling av antalet flyktingar i Danmark, främst flyktingar ifrån Bosnien-Herzegovina och före detta Jugoslavien.
Under sent 1990-tal började Danmark villkora permanenta uppehållstillstånd och medborgarskap mot prestationer inom integration som till exempel danska språkkunskaper eller deltagande på arbetsmarknaden, vilket även var en trend bland andra europeiska länder.
Fram till 2001 utgjorde flyktingar och familjeåterförenade cirka hälften av alla invandrare till Danmark. Under 1990-talet ändrades tonen i samhällsdebatten och partiet Venstre tog regeringsmakten. Tillsammans med Dansk Folkeparti stramades invandringspolitiken åt och framgent var invandringspolitiken ett av de viktigaste ämnena i samtliga valrörelser.

## 2000-talet
År 2002 stramades reglerna kring familjeåterförening åt med bland annat 24-årsregeln. Trenden med åtstramningar fortsatte under årtiondet.
I januari 2002 bodde 332 tusen utrikes födda och 99 tusen andra generationens invandrare i Danmark vilket utgjorde 8 procent av befolkningen. De flesta invandrare var mellan 25 och 49 år gamla. Illegal invandring bedömdes vara låg på grund av två omständigheter: myndigheternas organisation centrerad kring personnummer gör vardagen svår för människor som saknar personnumret samt förekomsten av bidrag för nyanlända gör det fördelaktigt att registrera sin vistelse i landet.
Enligt en studie publicerad år 2001 uppgav 8 procent av invandrare och deras efterkommande att de inte hade någon kontakt med danskar överhuvudtaget och 19 procent uppgav att deras kontakt var obefintligt utöver en nick till att hälsa. Invandrade män som odlade språkfärdigheter, kontakt med danskar och läsandet av danska nyhetsmedier hade större chanser att hitta arbete. Kontakt med danskar var även viktigt för invandrade kvinnor.

## 2010-talet
En rapport ifrån UIM år 2018 visade att den positiva utvecklingen avseende utbildning och sysselsättning mellan den första och andra generations invandrare från icke-västliga länder inte fortsatte med tredje generationen. Den tredje generationen hade liknande utbildningsnivåer och sysselsättningsgrad som den andra generationen och lägre än infödda danskar. Emedan den tredje generationens invandrare är relativt få till antalet, visade rapporten att tredje generationens invandrare i åldern 20–24 år hade färre som fullgjort en ungdomsutbildning än andra generationen. Något färre än en fjärdedel av icke-västliga invandrare i åldern 20–24 år var varken i arbete eller under utbildning.
Under årtiondet konstaterade ekonomer och experter att invandring från EU-länder innebär en ekonomisk nettovinst för landet och omvänt visade en rapport från Rockwool Fondens Forskningsenhed år 2014 att invandrare från icke-västländer kostade samhället 16,6 miljarder DKK om året och förmodades komma att belasta landets ekonomi fram till år 2050.
I perioden 2016-17 utgjorde arbetskraftsinvandrare och utbytesstudenter 62% av de invandrare och flyktingar utgjorde cirka 20%.
År 2019 var antalet utvandrade flyktingar fler än de invandrade flyktingarna med en nettoskillnad på 730 personer.
Under 2019 var det fler flyktingar som lämnade Danmark än som invandrade för första gången sedan 2011 med en nettoskillnad på 730 personer enligt siffror ifrån Udlændinge- og Integrationsministeriet (UIM). Enligt UIM var det flyktingar fr[n Somalia, Irak, Bosnien och Hercegovina och Syrien som lämnade landet. Flyktingar ifrån Eritrea, Iran och Afghanistan uppvisade nettoinvandring.

## 2020-talet
År 2020 fanns 1100 asylsökare som fått avslag i Danmark och 200 av dessa hade vistats i landet i mer än fem år.
I augusti 2020 blev Hjemrejsestyrelsen inrättad av Udlændinge- og Integrationsministeriet för att uppylla regeringens målsättning om att utlänningar utan laglig rätt att bo i landet skulle resa hem.

## Samhälle

### Integration
Danmarks integrationspolitik är ett av länderna som i Europa starkast präglas av assimilation, i synnerhet efter politikskiftet i början på 2000-talet. Det är i kontrast till Sveriges invandringspolitik, som är ett av de tydligaste exemplen på multikulturalistisk integrationspolitik i Europa.
Vid år 2020 krävdes nio års lagligt uppehåll i landet samt långtgående kunskaper om landet samt det danska språket för ett medborgarskap.

### Offentliga finanser
Danmark har på grund av en åldrande befolkning problem med att säkerställa intäkter till offentliga utgifter. Mot bakgrund av detta har invandrare ifrån västländer ett positivt bidrag till välfärdssystem och icke-västliga invandrare har en starkt negativ inverkan på välfärdssystemen i landet. Den negativa effekten uppstår på grund av svaga sysselsättningsgrader och förtidspension i kombination med danska välfärdssystem.

### Brottsbenägenhet
En analys av brottsstatistik med avseende på ursprung för åren 1995, 1998 och år 2000 visade att invandrare i allmänhet hade 33% överrepresentation och andra generationens invandrare hade 90% överrepresentation. Grupper från Afrika och europeiska länder utanför EU och i Asien var överrepresenterade. Grupper från i-länder hade i allmänhet en kriminalitetsbenägenhet som låg nära befolkningsgenomsnittet, medan män och i mindre grad kvinnor från EU-länder och länder i Amerika var underrepresenterade. Grupperna var standardiserade för ålder för att jämna ut den skillnad som automatiskt uppstår om en grupp har högre andel unga, eftersom yngre har en överrisk för kriminalitet.
Antalet manliga andragenerationsinvandrare från icke-västliga länder uppvisade en ökande trend i kriminalitet från år 2007, då 1028 åtalades för brott fram till 2012, då 1661 åtalades för brott vilket var en ökning med 60% under en femårsperiod. Som motåtgärd föreslog justitieminister Karen Hækkerup(da) att dra in banbidraget för föräldrar vars barn inte gick i skolan eller blivit medlemmar i kriminella gäng.

#### Fängelsepopulation
Överrepresentationen för brottslighet gjorde avtryck i Danmarks fängelsepopulation som under lång tid uppvisade en ökning invandrares andel av intagna. I november 2018 satt 3867 personer i fängelse och invandrare utgjorde 44,3% varav 13,6% utlänningar, 16,5% invandrare och 14,2% andra generationens invandrare (danska: efterkommere). Detta representerade en svag ökning från 2017, då andelen var 43,5%. I Köpenhamns fängelser var andelen invandrare för 2018 högre än för landet i övrigt med 66,3%.